# Biological Chemistry
Biological Chemistry (nach ISO 4 abgekürzt Biol. Chem.) ist eine wissenschaftliche Fachzeitschrift für Biochemie, die vom de-Gruyter-Verlag veröffentlicht wird. 

## Geschichte
Die Zeitschrift wurde 1877 von Felix Hoppe-Seyler unter dem Namen „Zeitschrift für Physiologische Chemie“ gegründet. Nach dem Tod von Hoppe Seyler wurde im Jahr 1896 der Name in „Hoppe-Seyler’s Zeitschrift für physiologische Chemie“ geändert, die Änderung hatte bis 1985 Bestand. Von 1985 bis 1996 wurde der Name „Biological Chemistry Hoppe-Seyler“ verwendet. Seit 1996 erscheint die Zeitschrift unter dem heutigen Namen, sie erscheint derzeit monatlich. Es werden Artikel aus allen Bereichen der Biochemie veröffentlicht. Die Zeitschrift ist mit der Gesellschaft für Biochemie und Molekularbiologie assoziiert.